# Đài Truyền hình Quốc gia Mông Cổ
Đài truyền hình quốc gia Mông Cổ (tiếng Mông Cổ: Монголын Үндэсний Олон Нийтийн Радио Телевиз, viết tắt: MNB) là đài truyền hình được chính phủ tài trợ ở Mông Cổ. Đây là đài truyền hình công cộng duy nhất và lâu đời nhất ở Mông Cổ. Mục đích của MNB là trở thành một tổ chức phát thanh truyền hình hàng đầu độc lập, phục vụ lợi ích công đồng. Ngoài ra, MNB nỗ lực quảng bá hình ảnh Mông Cổ ra thế giới thông qua các chương trình phát sóng dịch vụ bên ngoài tới khán giả nước ngoài.
Kể từ khi thành lập, MNB đã nỗ lực phát triển các mối quan hệ quốc tế và hợp tác với các đài truyền hình quốc tế như NHK, CNN, ZDF, Deutsche Welle. MNB cũng là thành viên của Hiệp hội Phát thanh Truyền hình châu Á-Thái Bình Dương vào tháng 1, 1997.